# Beryllus von Bostra
Beryllus von Bostra, altgriechisch Βήρυλλος Bḗryllos  (* im 2. Jahrhundert n. Chr.; † nach 244 n. Chr.) war ein Bischof von Bostra (Römische Provinz Arabia Petraea). Seine Funktion als Bischof wird ab dem Jahre 230 bis 244 n. Chr. vermutet. Nach Eusebius von Caesarea war er als Verfasser und Autor vieler Briefe und Abhandlungen bekannt.
Von ihm selbst sind bisher keine Texte gefunden worden, allein den Gegnern verdanken wir Bruchstücke seiner theologischen Auffassung.

## Leben und Wirken
Der Ort und das Jahr seiner Geburt sind unbekannt. Beryllus war der Bischof von Bostra während der Regierungszeit der Kaiser Alexander Severus, Maximinus Thrax und Gordian I.
Seine Schriften sind verloren gegangen. Bekannt wurde er hauptsächlich, weil er die Präexistenz Christi  leugnete. Er vertrat einen dynamischen Monarchianismus mit der Leugnung der unabhängigen Göttlichkeit Christi. Er lehrte, dass der Sohn Gottes vor seiner Inkarnation weder sein eigenes Wesen noch seine eigene Göttlichkeit hatte, dass Gott nicht vor der Inkarnation existierte, sondern nur Gott der Vater. Mit anderen Worten, dass Jesus von Nazareth als Mensch geboren wurde und erst nach seiner Taufe durch Johannes den Täufer ‚göttlich‘ wurde. Christus habe keine eigene ‚Gottheit‘, sondern nur die des Gott-Vaters. In der alten Kirche galt er als Häretiker.
Nach Eusebius gehörte er zu den ‚gelehrten Kirchenleuten‘ (Hist. Eccl. VI, 20) seiner Zeit. Seine Schriften und Briefe wurden in der von Alexander von Jerusalem eingerichteten Bibliothek aufbewahrt; sie sind jedoch nicht erhalten geblieben.
Origenes stritt sich mit Beryllus bei den „arabischen Konzilen“ (insgesamt zwei Synoden zwischen 246 und 247 n. Chr.) in Bezug auf den Monarchianismus zwischen den Jahren 238 und 244 und scheint ihn hinsichtlich seiner Präexistenzlehre überzeugt zu haben, doch bleibt dies unbelegt.
In seinen Ansichten soll er Noëtus aus Smyrna und Prareas geähnelt haben.